# Spanish Wells
Spanish Wells is een eiland en district van de Bahama's. In 2000 telde het eiland 1527 inwoners. Het eiland is minder dan 3 km lang en 800 meter breed.